# Direktorium (Francie)

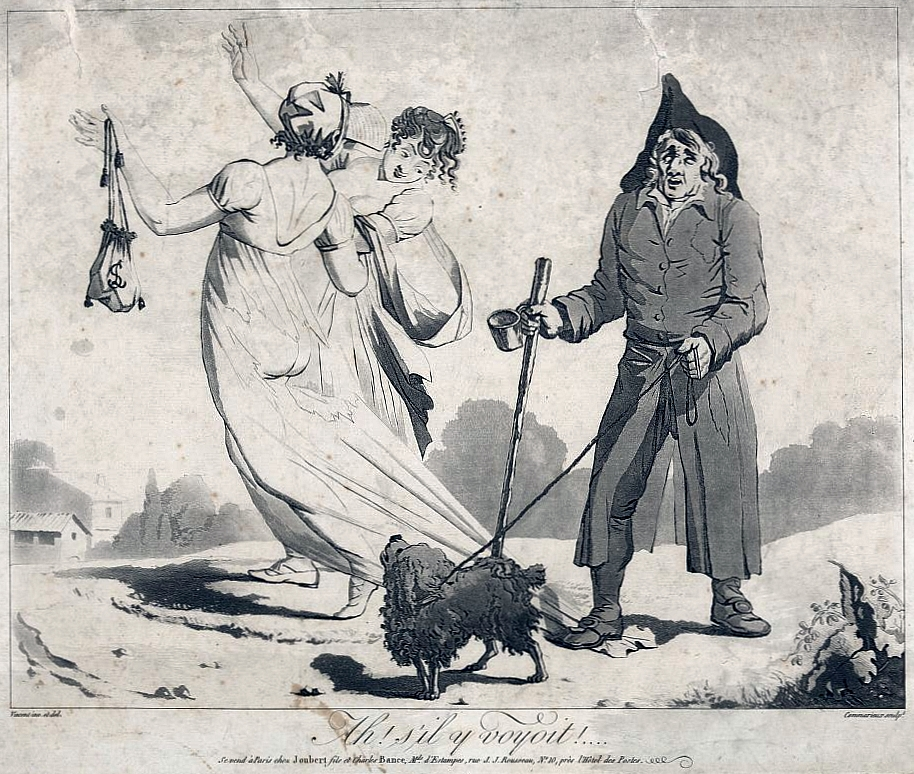
Och! Kdyby to jen mohl vidět! Karikatura z roku 1797 zesměšňující odhalující módu vyšších společenských vrstev Francie v dobách Direktoria

Direktorium (francouzsky le Directoire) byl způsob vlády pěti direktorů ve Francii. Éra Direktoria trvala od 2. listopadu 1795 do 10. listopadu 1799. Počátek vlády Direktoria se někdy chápe jako konec Velké francouzské revoluce, jindy je vláda Direktoria označována za závěr revoluce či poslední čtyři roky revoluce.

## Historie
Dne 9. thermidoru (27. července 1794) byl Maximilien Robespierre a další představitelé krvavého režimu zatčeni a posléze popraveni. Do čela Francie se roku 1795, na základě nové ústavy, postavilo pětičlenné Direktorium, za jehož vlády nastal „odliv revoluce“. Volit směli pouze bohatší lidé (necelý milión obyvatel). V prvních dvou letech se Direktorium soustředilo na ukončení excesů jakobínského teroru. Hromadné popravy byly zastaveny a opatření přijatá proti vyhnaným kněžím a monarchistům byla uvolněna. Jakobínský politický klub byl uzavřen a vláda rozdrtila v zárodku povstání chystané jak jakobíny, tak raným komunistickým revolucionářem známým jako Gracchus Babeuf (tzv. spiknutí rovných). Direktoriu se podařilo porazit i nové roajalistické povstání ve Vendée. Po jeho vypuknutí represe opět poněkud zesílily, zejména byly namířeny proti církvi a emigrantům.
Direktorium bylo neustále ve válce se zahraničními mocnostmi, včetně Británie, Rakouska, Pruska, Neapolského království, Ruska a Osmanské říše. Připojilo k Francii Belgii a levý břeh Rýna, generál Bonaparte pro ně dobyl velkou část Itálie. Direktorium též zřídilo 196 krátkodobých „sesterských republik“ v Itálii, Švýcarsku a Nizozemsku. Dobytá města a státy musely poslat Francii obrovské množství peněz, jakož i umělecké poklady, které byly použity k zaplnění nového muzea Louvre v Paříži. Armáda vedená Bonapartem se pokusila dobýt Egypt a došla až do Sýrie (viz Napoleonovo tažení do Egypta a Sýrie). Direktorium se též pokusilo podpořit irské povstání z roku 1798 a vytvořit irskou republiku, avšak neúspěšně.
Hlavním politickým problémem Direktoria bylo ovšem upadající hospodářství. Papírové peníze, asignáty, klesly na zlomek své hodnoty a ceny dál stoupaly. Direktorium se pokusilo vrátit asignátům hodnotu tím, že je přestalo tisknout. Tím však zaškrtilo ekonomiku. Kolem roku 1799 již panovala nespokojenost s vládou direktorů u všech politických klubů i mezi obyvatelstvem, což nezměnila ani vojenská vítězství v Nizozemsku a Švýcarsku.
V situaci všeobecné frustrace se tak v roce 1799 chopil moci generál Napoleon Bonaparte, který se vrátil do vlasti. 18. brumairu roku VII (9. listopad 1799) svrhl Bonaparte spolu s direktory Sieyésem a Ducosem vládu Direktoria a Rady pěti set a nastolil vládu tří prozatímních konzulů. Po přijetí nové ústavy byl Korsičan Napoleon Bonaparte v únoru roku 1800 zvolen prvním konzulem a vznikl tzv. konzulát.

## 1. Direktorium z 10. brumairu roku IV (1. listopad1795)
Jean-François Reubell (1747–1807)
Paul de Barras
Louis-Marie de La Révellière-Lépeaux (1753–1824)
Étienne-François Le Tourneur (1751–1817)
Lazare Carnot
- 1. prairialu roku V nahradil François de Barthélemy direktora Letourneura.
- 18. fructidoru roku V (4. září 1797) nahradili Philippe-Antoine Merlin de Douai (1754–1838) a Nicolas-Louis François de Neufchâteau (1750–1828) direktory Barthélémyho a Carnota.
- 20. floréalu roku VI (15. květen 1798) nahradil Jean-Baptiste Treilhard direktora Neufchâteaua.
- 21. floréalu roku VII (16. květen 1799) nahradil Emmanuel Joseph Sieyès direktora Reubella.
- 30. prairialu roku VII (18. červen 1799) nahradil Louis Gohier (1746–1830) direktora Jeana-Baptistu Treilharda.
- 2. Messidoru byli nahrazeni direktoři Douai a Révellière-Lépeaux Rogerem Ducosem (1747–1816) a generálem Jean-Françoisem Moulinem (1752–1810)